# Drăgănești de Vede (gmina)
Drăgănești de Vede – gmina w Rumunii, w okręgu Teleorman. Obejmuje miejscowości Drăgănești de Vede, Măgura cu Liliac i Văcărești. W 2011 roku liczyła 2154 mieszkańców. 